# غونزالو ميليرو
جونزالو ميليرو (بالإسبانية: Gonzalo Melero) (2 يناير 1994 بمدريد في إسبانيا - ) هو لاعب كرة قدم إسباني في مركز الوسط. شارك مع منتخب إسبانيا تحت 17 سنة لكرة القدم. أما مع النوادي، فقد لعب مع بونفيرادينا وريال مدريد ج وريال مدريد كاستيا.

## وصلات خارجية
- غونزالو ميليرو على موقع قاعدة بيانات كرة القدم.إي يو (الإنجليزية)
- غونزالو ميليرو على موقع Soccerway.com (الإنجليزية)
- غونزالو ميليرو على موقع AS.com (الإسبانية)